# Kao Yu-ting
Kao Yu-ting (chinês tradicional: 高鈺婷; nascida em 28 de março de 1985) é uma engenheira e política taiwanesa. Ela se afiliou ao Partido do Novo Poder em 2015 e serviu como líder do partido de agosto a novembro de 2020.

## Juventude e carreira
Kao nasceu em 20 de março de 1985 em Nova Taipé e foi criada em Taipé. Ela frequentou a Escola Municipal Da-An, depois se matriculou na Universidade Nacional de Formosa no departamento de engenharia aeronáutica. Kao posteriormente completou um mestrado em engenharia elétrica na Universidade Nacional de Ciência e Tecnologia de Taiwan. Antes de sua carreira política, Kao trabalhou no Instituto de Pesquisa de Tecnologia Industrial.

## Carreira política
Após o Movimento Estudantil Girassol, Kao se tornou uma membra da Marcha de Taiwan. Ela se afiliou ao Partido do Novo Poder em 2015. Sua fracassada candidatura ao legislativo foi apoiada por Wu Nien-jen. Após a demissão em massa do presidente Chiu Hsien-chih e de todos os membros do conselho executivo do Partido do Novo Poder em 5 de agosto de 2020, Kao foi eleita com o segundo maior número de votos, perdendo apenas para Claire Wang e assumiu a liderança do partido com o apoio do conselho em 29 de agosto de 2020. Kao anunciou sua intenção de renunciar como presidente em 3 de novembro de 2020. Ela declarou que a sua renúncia entraria em vigor quando um novo presidente tomasse posse. Kao disse que assumiu a liderança do partido para ajudar a reformar as operações do partido e renunciou porque o objetivo já tinha sido atingido. Ela se sentiu pressionada para começar o planejamento para a eleição de 2022, mas acreditava que seria melhor deixar a tarefa para seu sucessor. Kao foi substituída por Chen Jiau-hua em 10 de novembro de 2020.

## Vida pessoal
Kao tem duas filhas.